# Dōtanuki
Una dotanuki (同田貫 o 胴田貫, dōtanuki, "espasa que talla a través dels torsos") és una espasa japonesa de combat.
La dotanuki és una variant perfeccionada de les tradicionals katanes, de fulla més gruixuda i potent i empunyadura llarga. Amida entorn dels noranta centímetres encara que alguns models arriben al metre. La seua fulla és capaç d'infringir el mateix dany que la d'una espasa llarga medieval.
Dotanuki fou el nom d'una escola de ferreria en la Província d'Higo durant del període Shinto. Va haver pocs ferrers que empraren el nom dotanuki, i les seues espases gaudeixen de gran reputació per la seua gran resistència, la seua fulla ampla i la seua bon cort. No obstant això, durant el període Edo els emprovadors d'espases semblaven tenir una opinió diferent, ja que les espases dotanuki no es troben en els registres "Wazamono" d'eixa era. Les característiques artístiques de les dotanuki són més aviat mediocres, probablement a causa de la falta de construcció laminada que la majoria de les espases japoneses tenen. A més la majoria de llibres Nihonto no esmenten aquesta escola, o ho fan de passada.

## En la cultura popular
La dotanuki apareix en diversos mitjans d'entreteniment:
- Ogami Itto en el manga El llop solitari i el seu cadell té una dotanuki com la seua arma principal.
- La katana coneguda com a Gassan en Soul Calibur és una dotanuki.